# فروع شجرة اللوز المزهرة (لوحة)
فِروع شَجرَة اللَوز المُزهِرة، لَوحة بريشة الرَسام الهولندي فينسنت فان جوخ، هي جُزء من مَجموعة منَ اللوحات التي رَسَمها الفَنان بَينَ عامي 1888 و 1890 في آرل وسان ريمي، لأشجار اللوز المُزهرة. كانَ للأشجار المُزهرة مَكانة خاصة لفان جوخ، كانوا يُمثلون لَه تَجسيد للصَحوة والأمل، لقد استَمتع بِهُم من الناحية الجَمالية ووجدَ مُتعة في رسمهم. كذلك تعكس هَذه الأعمال تأثير الحَركة التقسيمية، واليابانية على أسلوب فان جوخ. رَسَم فان جوخ اللوحة للاحتفال بميلاد ابن أخيه (أسمه فينسنت ايضَاً) أبن ثيو وزوجته جو.

## مُقَدمة

### فان جوخ في جنوب فرنسا
في عام 1888، وَصَلة فان جوخ إلى جنوب فرنسا وبدأ أكثر فترة إنتاجية في حياته المهنية في الرسم. فيما يتعلق بلوحاته «مزرعة في بروفانس» (1888)، يلاحظ المعرض الوطني للفنون ما يلي:
كانت الشمس هي ما سعى فان جوخ اليه في بروفانس، إلى تألق ضوء من شأنه أن يغسل التفاصيل ويبسط الأشكال، ويختزل العالم من حوله إلى نوع النمط الذي أعجب به في الفن اليابانية. وقال إن آرل كانت بِمَثابة «يابان الجنوب». وهنا، شعر أن تأثير تسطيح الشمس من شأنه أن يقوي الخطوط العريضة للتركيبات ويقلل الفروق الدقيقة في اللون إلى عدد قليل من التباينات الحَية. أزواج من العناصر التكميلية - الأحمر والأخضر للنباتات، والأجزاء المنسوجة من البرتقال والأزرق في السياج، وحتى الغيوم الوردية التي تبث الحيوية في السماء الفيروزية - تهتز تقريبًا ضد بعضها البعض.
عندما وصل فان جوخ إلى آرل في مارس 1888، كانت أشجار الفاكهة في البساتين على وشك الإزهار. كانت أزهار المشمش والخوخ والبرقوق هي الدافع المُحَفز له،  وفي غضون شهر رسم أربعة عشر لوحة لأشجار الفاكهة المزهرة. متحمسًا للموضوع، أكمل فان جوخ ما يقرب من لوحة واحدة في اليوم. في حوالي 21 أبريل / نيسان كتب إلى ثيو، أنه «سيتعين عليه البحث عن شيء جديد، بَعدَ ان نَفَذت البساتين تقريبًا من الازهار.» 

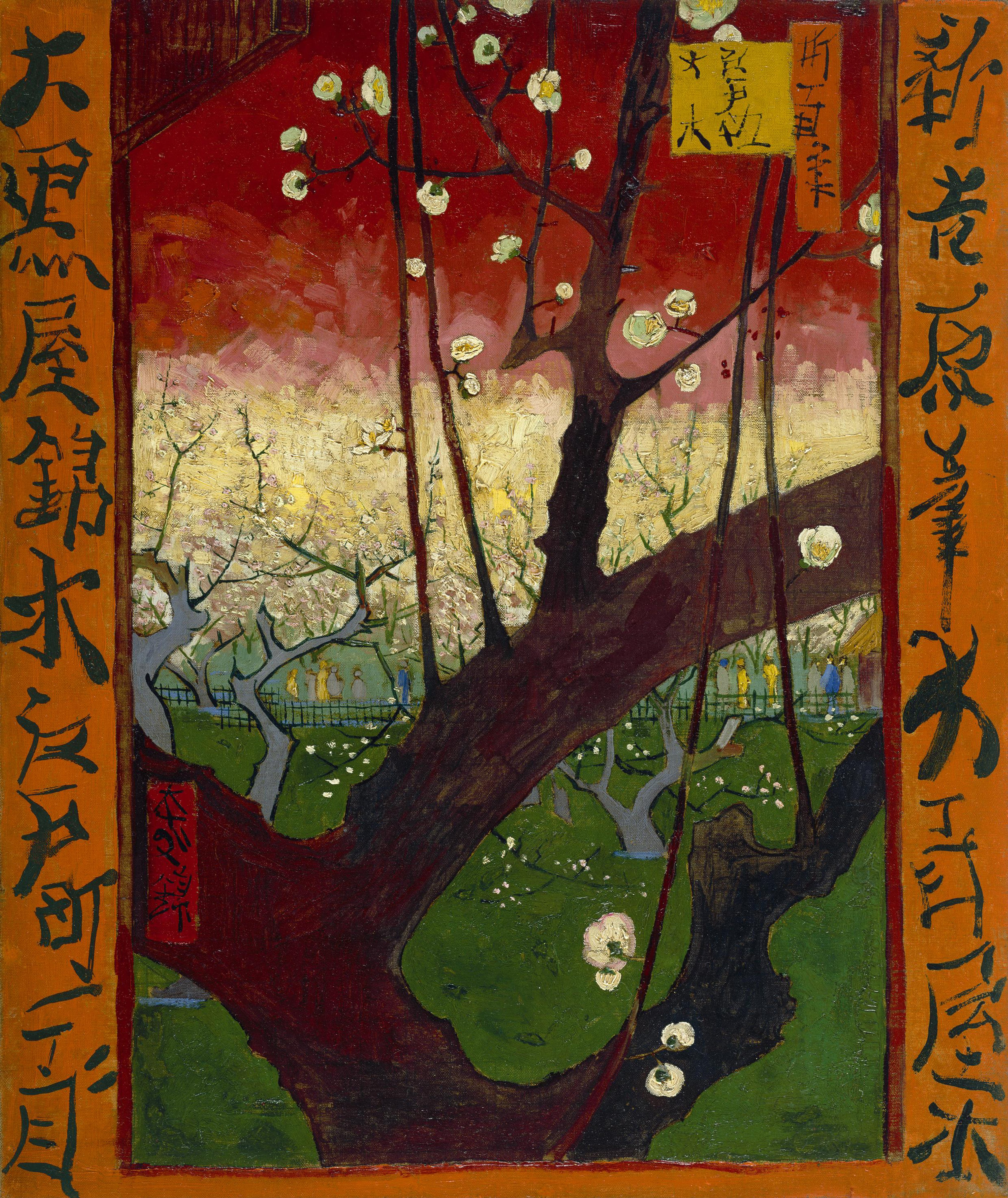
شجرة جابونيزيري المُزهرة (بعد لَوحة لهيروشيغي) بريشة فان جوخ 1887، متحف فان جوخ ، أمستردام.

عكس فَن فان جوخ اهتمامه بالمطبوعات الخشبية اليابانية. تَظهر لوحة «منتزه بلوم بارك في هيروشيغيه» في كاميدو تصويراً للموضوع الجميل مع أنماط مسطحة من الألوان وبدون ظل. استخدم فان جوخ مصطلح «جابونيزيري» للتعبير عن هذا التأثير؛ جمع المئات من المطبوعات اليابانية وشبه أعمال الفنانين اليابانيين العظماء، أمثال هيروشيغي، بأعمال رامبرانت وهالز وفيرمير. كان هيروشيغي واحدًا من آخر الأساتذة العظماء في الفَن الياباني المسمى أوكييو إي. قام فان جوخ بدمج بعض الجوانب الفنية لأوكييو-إي في أعماله إجلالاً له لهيروشيغي.
تمثل اللوحات اليابانية بحث فان جوخ عن الصفاء، والذي وصفه في رسالة إلى أخته، «امتلاك أكبر قدر ممكن من هذا الصفاء، على الرغم من أن المرء يعرف القليل - لا شيء - بالتأكيد، ربما يكون أفضل علاج لجميع الأمراض من كل الأشياء التي تُباع في الصيدلي.»  يبدو أن المنطقة الجنوبية والأشجار المزهرة توقظ فان جوخ من حالة الركود التي يمر بها إلى حالة من الاتجاه الواضح والنشاط المفرط والبهجة الجيدة. كتب، «أنا على أهبة الاستعداد في العمل لأن الأشجار تتفتح وأريد أن أرسم بستان بروفنسال بهيج مذهل.» بينما في الماضي كان من الممكن أن تستنفده فترة نشطة للغاية، إلا أنه شَعَرة بالنَشاط هذه المرة.

### أزهار فرع اللوز في كأس مع كتاب

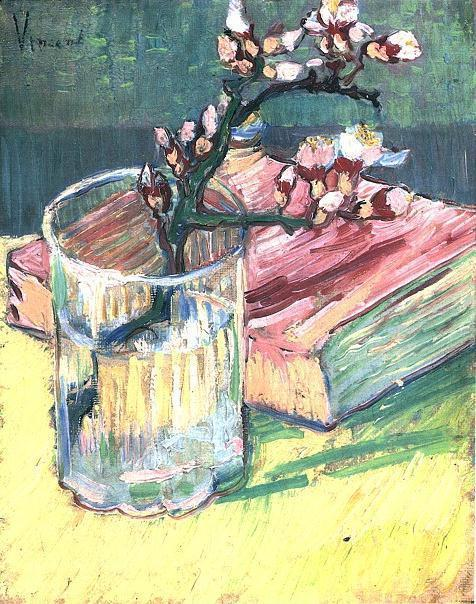
ازدهار غصن لوز في كأس مع كتاب ، 1888، متحف فان جوخ ، أمستردام.

كتب فينسنت إلى اخيه ثيو، «هنا في الأسفل (يَقصُد جَنوب فَرنسا) باردة بشدة ولا يزال هناك ثلج في الريف»، ولديه «دراستان صغيرتان عن فرع شجرة لوز مزروع بالفعل على الرغم من ذلك.» الدراستان عبارة عن غصن لوز مزهر في كأس زجاجي وغصن لوز مزهر في كأس مع كتاب.

#### أزهار فرع اللوز في كأس

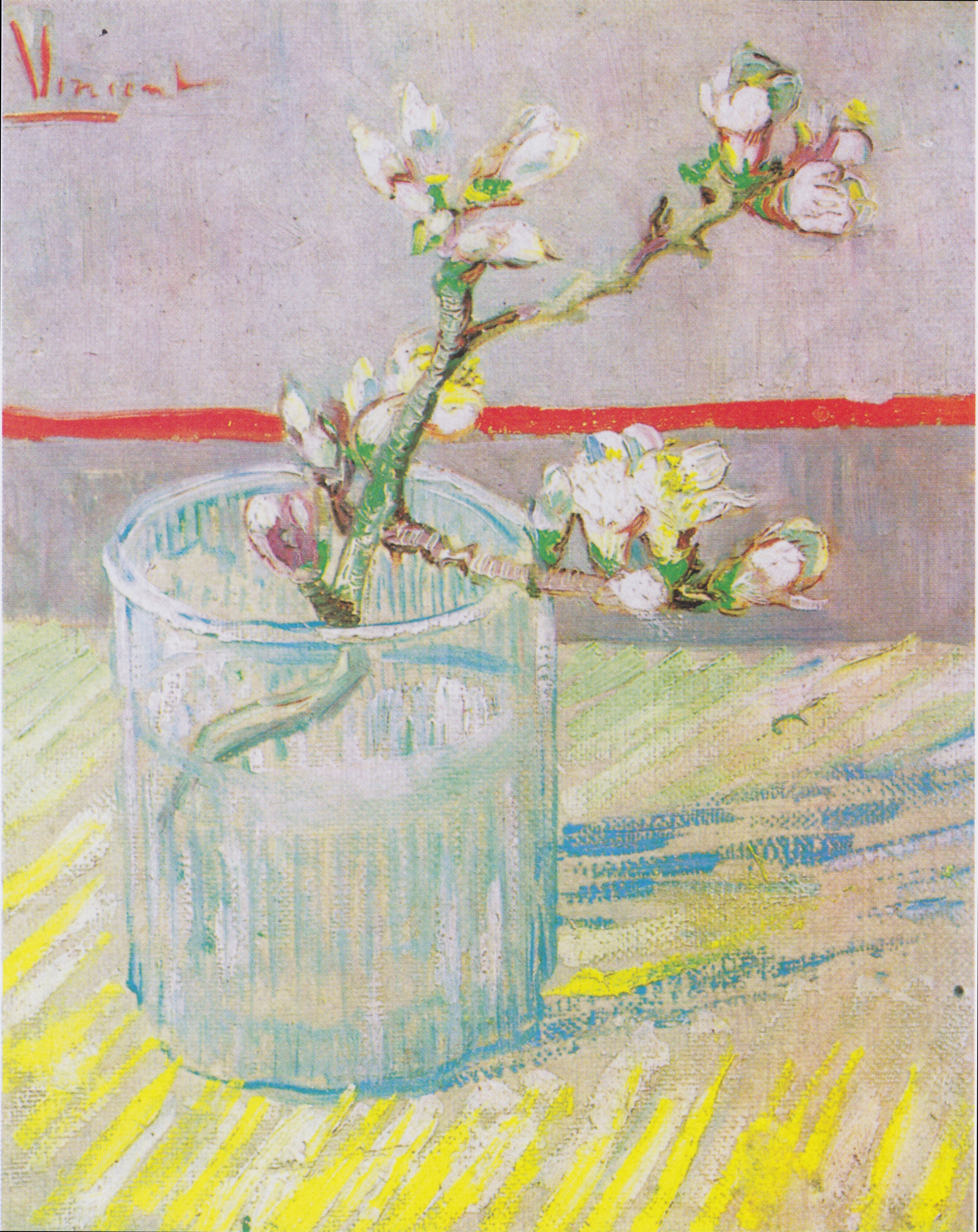
ازدهار غصن لوز في كأس، 1888، متحف فان جوخ ، أمستردام.

على الرغم من أن أشجار الفاكهة كانت على وشك الازدهار عندما وصل فينسنت إلى آرل،  كانت البلدة قد تلقت لتوها هطول طبقة من الثلج، مما دفع فان جوخ إلى الداخل لأسبوعه الأول في آرل حيث كان يعمل على الطبيعة الصامتة، مثل فرع من شجرة لوز. ليعكس العلامات المبكرة للربيع، استخدم ضربات الفرشاة الرقيقة وظلال الباستيل لزهرة اللوز بفرع في زجاج. 

في تحولات الحياة الفنية الملهمة، يقيم المؤرخ بروس روس تأثير الانطباعيين على عمل فان جوخ،
يجسد غصن اللوز الزهري المشرق لفان جوخ المَوضوع في زجاج هذه التدفقات، أثناء استكشاف القيم الجمالية اليابانية. يتم وضع غصن مكسور في كوب بسيط. يتم تمييز الغصن بخط أحمر على طول الجدار والمساحة الفارهة. لا توجد نية زخرفية رسمية. يحوم اسم فان جوخ، باللون الأحمر الفاتح أيضًا، فوق غصن في أعلى اليسار كما لو كان رمزًا للأمل. غير فان جوخ الحياة الساكنة بمساعدة هذه القيم. لقد شبع شكلاً يعتمد على الموت لشخص يركز على الحياة والاحتمال. يعكس استخدامه للألوان الزاهية هذا. هناك شخصية فردية، وبالتالي أساسية، لموضوعه، غصن من براعم اللوز وأزهار متفتحة. هذه الحياة الساكنة تشبه فن تنسيق الزهور الياباني، إيكيبانا، في بساطته وإثارة الأمل وكذلك في استخدامه الرسمي للمساحات الفارغة.

### فِروع شَجرَة اللَوز المُزهِرة

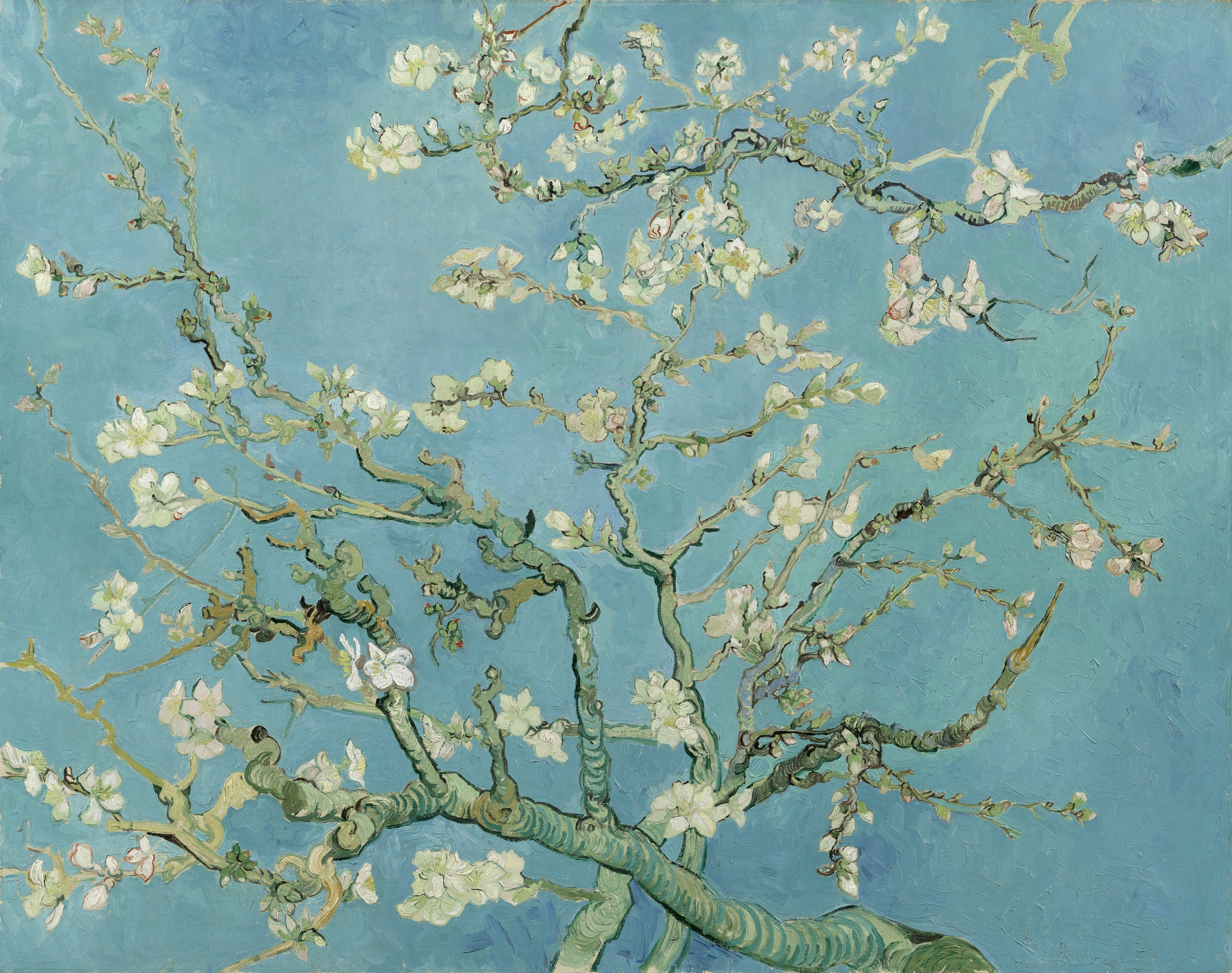
فِروع شَجرَة اللَوز المُزهِرة ، 1890 ، متحف فان جوخ ، أمستردام.

في منتصف مارس 1888، كتب فان جوخ عن الطقس وأن أشجار اللوز تقترب من الأزهار الكامل، «الطقس هنا متقلب، وغالبًا ما يكون عاصفًا مع سماء مضطربة، لكن أشجار اللوز بدأت تزهر في كل مكان.» 

يقول المؤرخ مانكوف عن هذا العمل، 
في لوحة فِروع شَجرَة اللَوز المُزهِرة، اكتسب فينسنت شعورًا بالعفوية، وحرر نفسه من نهج التحليل الذاتي الصارم الذي اتبعه في باريس. في هذه اللوحة، استخدم فينسنت الضوء وضربات الفرشاة المكسورة التي مَيزة الانطباعية ولمسات لون التقسيمية لتأثير السطح المتلألئ. تعيد المعالم المميزة للشجرة وموقعها في المقدمة الصفات الشكلية للمطبوعات اليابانية.
يتم وضع «فِروع شَجرَة اللَوز المُزهِرة» بالقرب من المُتفرج ويمكن الوصول إليه من خلال الفروع ويبدو أنها تمتد إلى ما وراء إطار اللوحة. كتب ثيو إلى شقيقه فنسنت في 31 يناير 1890 ليُخبِره بولادة ابنه فنسنت ويليم فان جوخ. كوسيلة للاحتفال، بدأ فينسنت العمل على لوحة لثيو وزوجته. كان قريبًا جدًا من أخيه وسعى إلى ترميز الحياة الجديدة في «فِروع شَجرَة اللَوز المُزهِرة» لميلاد الطفل فنسنت. 
كتب فينسنت لوالدته عن ولادة طفل ثيو وجو،
كم كنت سعيدًا عندما جاءت الأخبار... كُنت أفضل كثيرًا أن يُسَمى الصبي على اسم الأب، الذي كنت أفكر فيه كثيرًا هذه الأيام، بدلاً من اسمي؛ لكن بعد أن أدركت أن الأمر قد تم الآن، بدأت على الفور في رسم صورة له، لتُعَلق في غرفة نومهم، أغصان كبيرة من أزهار اللوز الأبيض على سماء زرقاء.
التكوين لا يشبه أي لوحات أخرى لفان جوخ. يبدو أن أغصان شجرة اللوز تطفو على السماء الزرقاء وتملأ مستوى اللوحة.  تعيد اللوحة المقربة للفروع إلى الذهن اقتراح ديلاكروا بأن «حتى جزء من الشيء هو نوع من الكيان الكامل في حد ذاته.»  الخطوط المظلمة تحدد الخطوط العريضة للفروع. هذه ميزة أعجب بها فان جوخ في دراسات الأزهار اليابانية والتي، على سبيل المثال، قد تصور جزءًا من ساق من الخيزران في مساحة فارغة. يعكس اللون الساطع اللوحات التي صنعت في آرل والعمل التحويلي الذي قام به فان جوخ في نوع الطبيعة الصامتة.

تَفاصِيل فِروع شَجرَة اللَوز المُزهِرة
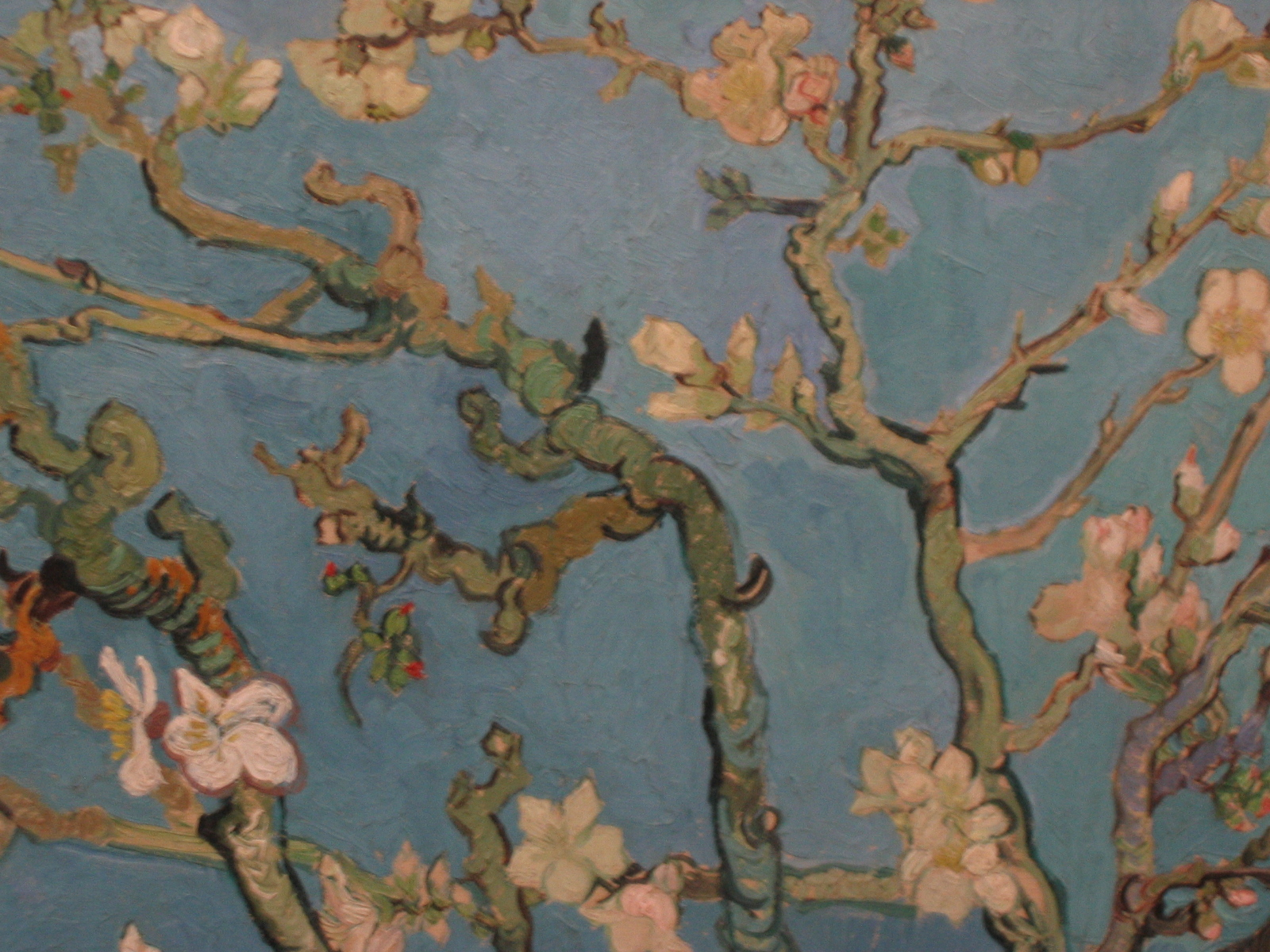
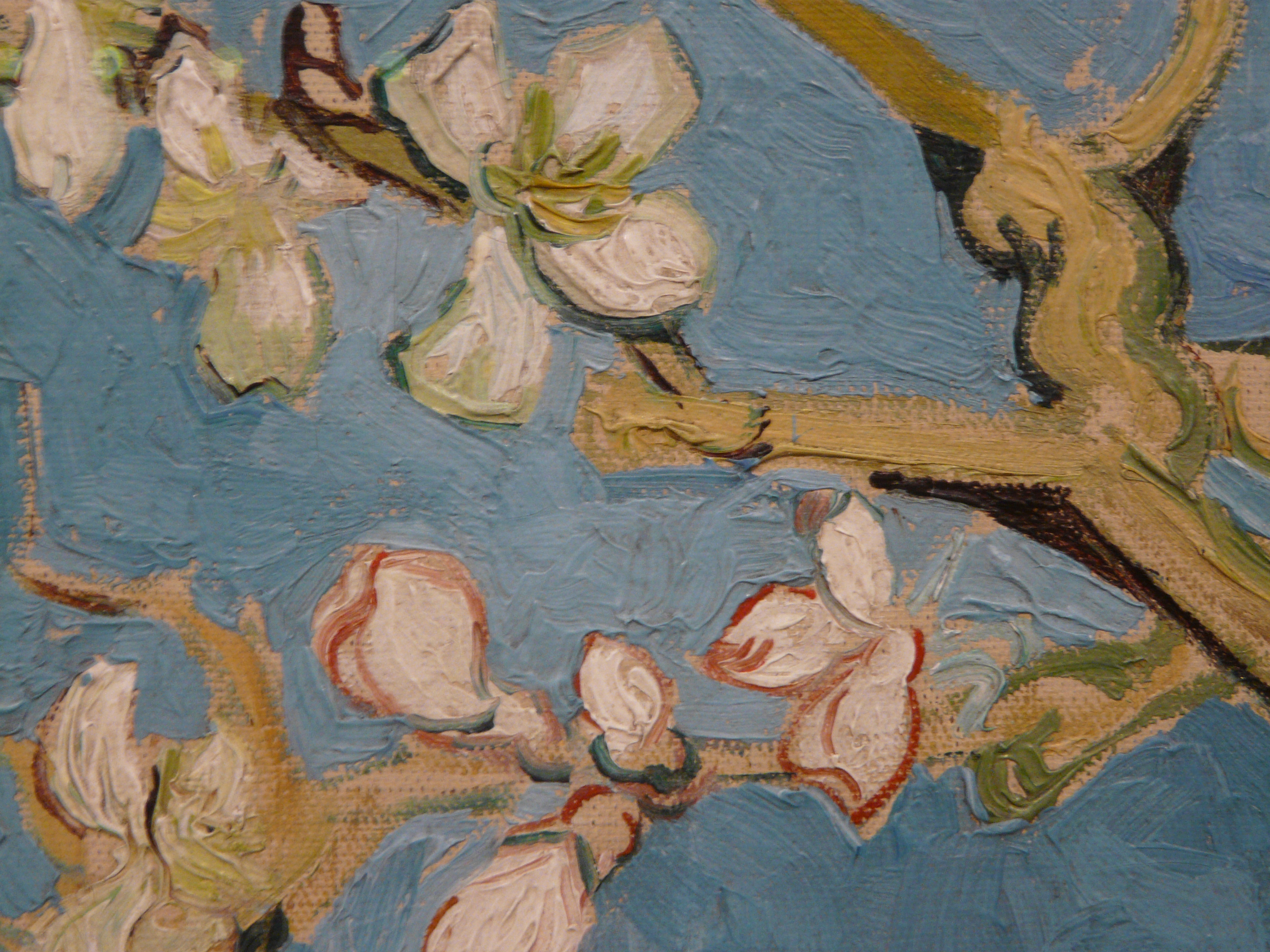
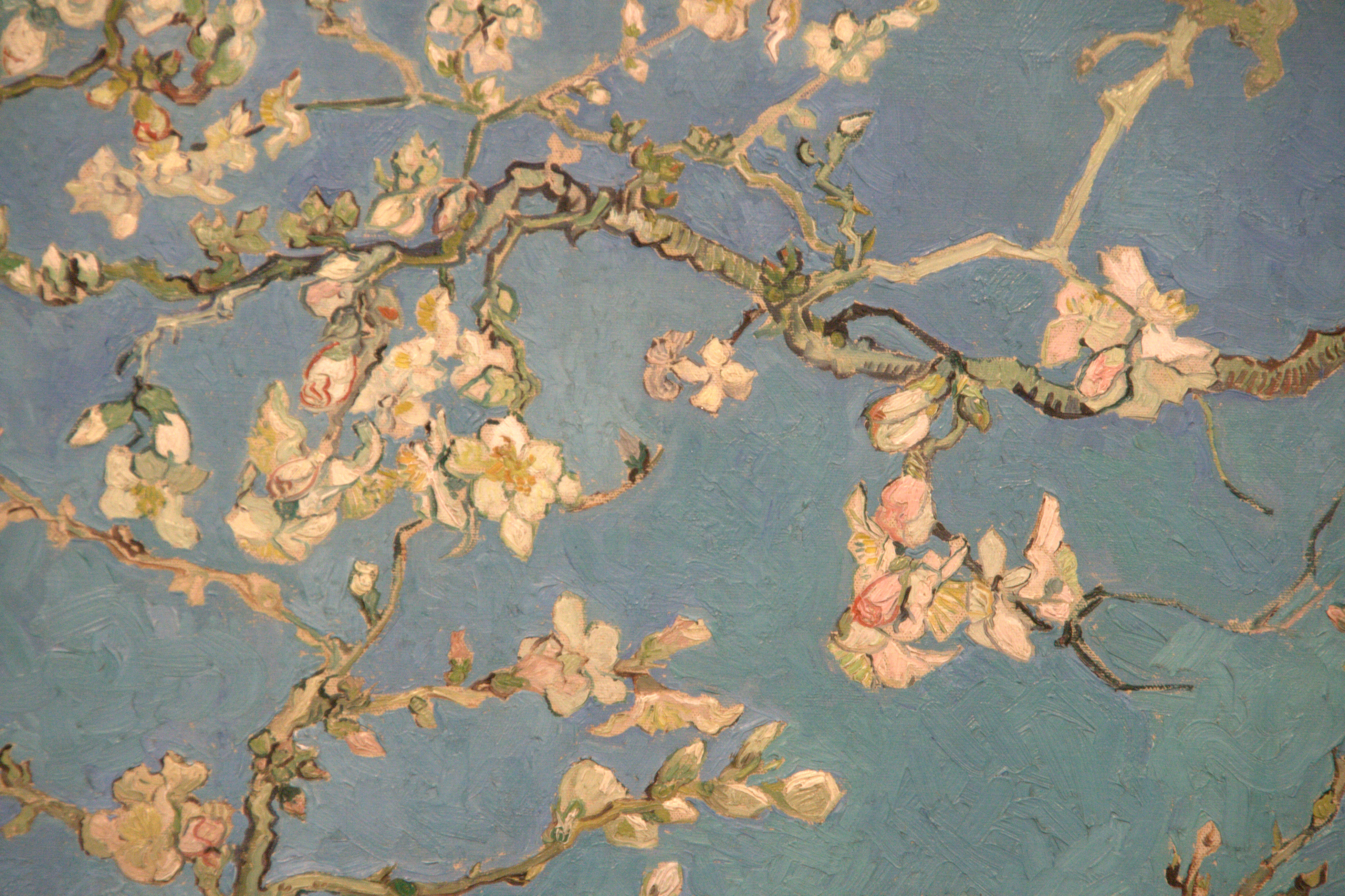
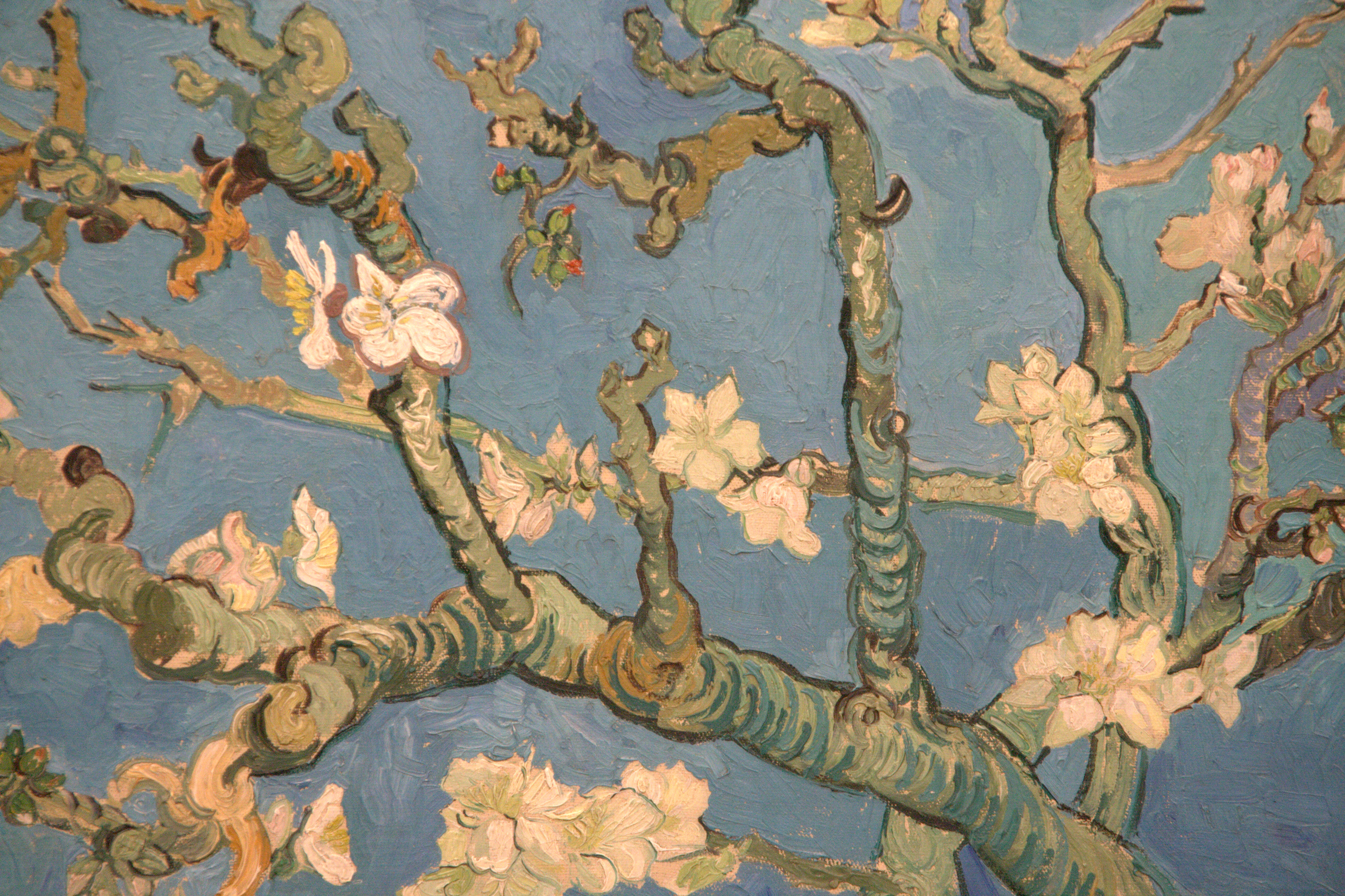

## المَراجع
1. ↑   http://www.vangoghmuseum.nl/nl/collectie/s0176V1962. اطلع عليه بتاريخ 2015-09-10. {{استشهاد ويب}}: |url= بحاجة لعنوان (مساعدة) والوسيط |title= غير موجود أو فارغ (من ويكي بيانات) (مساعدة)
2. ↑   https://vangoghworldwide.org/artwork/F671. اطلع عليه بتاريخ 2024-12-08. {{استشهاد ويب}}: |url= بحاجة لعنوان (مساعدة) والوسيط |title= غير موجود أو فارغ (من ويكي بيانات) (مساعدة)
3. ↑  "Effects of the Sun in Provence" (PDF). National Gallery of Art Picturing France (1830—1900). Washington, D.C.: National Gallery of Art. ص. 12. مؤرشف من الأصل (PDF) في 2011-05-12.
4. 1 2 3  Mancoff, D (2008). Van Gogh's Flowers. London: Frances Lincoln Limited. ص. 49. ISBN:978-0-7112-2908-2. مؤرشف من الأصل في 2014-01-01.
5. 1 2 3  "Almond Blossom, 1890". Permanent Collection. Van Gogh Museum. 2005–2011. مؤرشف من الأصل في 2013-10-31. اطلع عليه بتاريخ 2011-04-23.
6. 1 2  "Almond Tree in Blossom, 1888". Permanent Collection. Van Gogh Museum. 2005–2011. مؤرشف من الأصل في 2021-11-03. اطلع عليه بتاريخ 2011-04-23.
7. ↑  Fell, D (2001). Van Gogh's Gardens. United Kingdom: Simon & Schuster. ص. 25. ISBN:0-7432-0233-3.
8. ↑  Mancoff, D (2008). Van Gogh's Flowers. London: Frances Lincoln Limited. ص. 54. ISBN:978-0-7112-2908-2. مؤرشف من الأصل في 2021-07-09.
9. ↑  Wallace, R (1969). The World of Van Gogh (1853—1890). Alexandria, VA, USA: Time-Life Books. ص. 70.
10. ↑  Maurer, N (1999) [1998]. The pursuit of spiritual wisdom: the thought and art of Vincent Van Gogh and Paul Gauguin. Cranbury: Associated University Presses. ص. 200. ISBN:0-8386-3749-3. مؤرشف من الأصل في 2015-04-03.
11. ↑  Mancoff, D (2008). Van Gogh's Flowers. London: Frances Lincoln Limited. ص. 43–44. ISBN:978-0-7112-2908-2. مؤرشف من الأصل في 2019-09-17.
12. ↑  Harrison, R، المحرر (2011). "Vincent van Gogh. Letter to Theo van Gogh. Written c. 3 March 1888 in Arles". Van Gogh Letters. WebExhibits. مؤرشف من الأصل في 2021-01-27. اطلع عليه بتاريخ 2011-04-23.
13. ↑  "Sprig of Flowering Almond Blossom in a Glass, 1888". Permanent Collection. Van Gogh Museum. 2005–2011. مؤرشف من الأصل في 2016-03-04. اطلع عليه بتاريخ 2011-04-15.
14. ↑  Ross, B (2010). "Vincent van Gogh's Irises: Venturing Upon Dizzy Heights". في Trutty-Coohill, P (المحرر). Art Inspiring Transmutations of Life. Heidelberg, London, and New York: Springer. ص. 215–216. ISBN:978-90-481-9159-8. مؤرشف من الأصل في 2022-03-27. These streams include: 1) French impressionist's practice of using unadorned objects from life and 2) use of space between objects as objects themselves to the point of over-orchestration.
15. ↑  Harrison, R، المحرر (2011). "Vincent van Gogh. Letter to Theo van Gogh. Written c. 14 March 1888 in Arles". Van Gogh Letters. WebExhibits. مؤرشف من الأصل في 2020-06-14. اطلع عليه بتاريخ 2011-04-23.
16. 1 2  Mancoff, D (2008). Van Gogh's Flowers. London: Frances Lincoln Limited. ص. 41. ISBN:978-0-7112-2908-2. مؤرشف من الأصل في 2022-11-21.
17. ↑  Harrison, R، المحرر (2011). "Vincent van Gogh. Letter to His Mother. Written c. 20 February 1890 in Saint-Rémy". Van Gogh Letters. WebExhibits. مؤرشف من الأصل في 2021-05-10. اطلع عليه بتاريخ 2011-04-23.
18. ↑  Ross, B (208). Venturing Upon Dizzy Heights: Lectures and Essays on Philosophy, Literature and the Arts. New York: Peter Lang Publishing. ص. 52. مؤرشف من الأصل في 2016-09-22.